# Rosa Chemical
 Manuel Franco Rocati (n. 30 ianuarie 1998, Grugliasco, Piemont, Italia), cunoscut ca Rosa Chemical, este un cantautor italian.